# Şehitlik, Pazaryolu
Şehitlik là một xã thuộc huyện Pazaryolu, tỉnh Erzurum, Thổ Nhĩ Kỳ. Dân số thời điểm năm 2011 là 115 người.